# Ernst Poignant
Ernst Vilhelm Teodor Poignant, född 18 december 1866 i Stavnäs socken, död 2 juni 1951 i Bromma, var en svensk apotekare.

## Biografi
Ernst Poignant var son till kaptenen Anton Fabian Theodor Poignant. Efter läroverksstudier i Karlstad blev han apotekselev 1883 och avlade farmacie studiosiexamen 1886 samt apotekarexamen 1890. Han tjänstgjorde därefter vid apotek i Söderhamn, Stockholm, Skene och Göteborg samt innehade apoteket i Teckomatorp 1912–1920 och apoteket Lejonet i Stockholm 1920–1936. 1925 antogs han till hovapotekare. Poignant innehade flera uppdrag inom sin kår, bland annat var han ordförande i Göteborgskretsen av Sveriges farmaceutförbund 1908–1909 och i Farmacevternas sjukkassa 1908–1912, ledamot av Apotekarsocietetens direktion 1923–1935 och sekreterare där 1923–1925, ledamot av styrelsen för Apotekens kontrollaboratorium 1923–1935 och ledamot av apotekarbefordringsnämnden 1927–1935. Därutöver innehade han 1925–1930 posten som sekreterare i Fédération Internationale Pharmaceutique.